# Anjali Devi (Leichtathletin)
Anjali Devi (* 15. September 1998) ist eine indische Sprinterin, die sich auf den 400-Meter-Lauf spezialisiert hat.

## Sportliche Laufbahn
Erstmals bei einer internationalen Meisterschaft trat Anjali Devi 2019 bei den Weltmeisterschaften in Doha in Erscheinung und schied dort mit 52,33 s in der ersten Runde aus.
2018 wurde Devi indische Meisterin im 400-Meter-Lauf und 2019 in der 4-mal-400-Meter-Staffel.

## Persönliche Bestzeiten
- 400 Meter: 51,53 s, 29. August 2019 in Lucknow